# Tammy Cleland
Tammy P. Cleland-McGregor (Sanford, 26 de octubre de 1975) es una deportista estadounidense que compitió en natación sincronizada.
Participó en dos Juegos Olímpicos de Verano en los años 1996 y 2000, obteniendo una medalla de oro en Atlanta 1996 en la prueba de equipo. Ganó una medalla de oro en el Campeonato Mundial de Natación de 1994.

## Palmarés internacional
| Juegos Olímpicos   | Juegos Olímpicos         | Juegos Olímpicos | Juegos Olímpicos |
| Año                | Lugar                    | Medalla          | Prueba           |
| ------------------ | ------------------------ | ---------------- | ---------------- |
| 1996               | Atlanta (Estados Unidos) | Medalla de oro   | Equipo           |
| Campeonato Mundial |                          |                  |                  |
| Año                | Lugar                    | Medalla          | Prueba           |
| 1994               | Roma (Italia)            | Medalla de oro   | Equipo           |